# Slaven Knezović
Slaven Knezović (Mostar, 4. ožujka 1968.) bosanskohercegovački je kazališni, televizijski i filmski glumac.

## Filmografija

### Televizijske uloge
- "Gora" kao kupac (2023.)
- "San snova" kao Ante Romić (2023.)
- "Mrkomir I." kao Ljubomir iz Ljubuškog (2023.)
- "Kumovi" kao Veljko (2022.)
- "Nestali" kao Rom (2021.)
- "Balkanika" kao Rak (2021.)
- "Minus i plus" kao Durdov (2021.)
- "Drugo ime ljubavi" kao Lolin najmodavac (2019.)
- "Crno-bijeli svijet" kao Crnoje (2019.)
- "Rat prije rata" kao Blagoje Adžić (2018.)
- "Čista ljubav" kao doktor Vlahov (2018.)
- "Der Kroatien Krimi" kao Ivo Brić (2017.)
- "Lud, zbunjen, normalan" kao Krešimir (2015.)
- "Kud puklo da puklo" kao inspektor Rakić (2014. – 2015.)
- "Stella" (2013.)
- "Larin izbor" kao crnogorski policajac (2013.)
- "Provodi i sprovodi" kao Gorila #1 (2011.)
- "Ruža vjetrova" kao Boris Šimić (2011.)
- "Periferija city" kao menadžer (2010.)
- "Mamutica" kao Jozo Kljaić (2010.)
- "Kućni ljubimci" kao Ante (2009. – 2010.)
- "Najbolje godine" kao Luigi (2009.)
- "Zakon!" kao lopov (2009.)
- "Sve će biti dobro" kao taksist (2008.)
- "Bračne vode" kao Robert Marić (2008.)
- "Pečat" (2008.)
- "Zauvijek susjedi" kao Jozo "Grof" Bubalo, Vjenceslav Bubalo i Cigo (2007. – 2008.)
- "Urota" kao Ferenčak (2007. – 2008.)
- "Ponos Ratkajevih" (2007.)
- "Naša mala klinika" kao gospodin Zamorac (2007.)
- "Cimmer fraj" kao Ibrahim (2007.)
- "Obični ljudi" kao Mrva (2007.)
- "Bitange i princeze" kao Stipe Zovko/Bajdo (2006. i 2010.)
- "Ljubav u zaleđu" kao Mirko Lučić (2005. – 2006.)
- "Praonica" kao Ivan (2005.)
- "Villa Maria" kao inspektor Alojzije "Miško" Mišetić (2004. – 2005.)

### Filmske uloge
- "A bili smo vam dobri" (2021.)
- "Sam samcat" kao Čuljak (2018.)
- "Glavu dole, ruke na leđa" (2018.)
- "Koja je ovo država" kao načelnik odjela osiguranja (2018.)
- "Mrtve ribe" kao Đilkan (2017.)
- "Broj 55" kao Zvonko (2014.)
- "Most na kraju svijeta" kao Dragan (2014.)
- "Obrana i zaštita" kao šef (2013.)
- "Slučajni putnik" (2012.)
- "Cvjetni trg" kao mlađi tjelohranitelj (2012.)
- "Halimin put" kao Milovan (2012.)
- "Ljudožder vegetarijanac" (2012.)
- "Korak po korak" kao Mato (2011.)
- "Cirkus Columbia" kao Miro (2011.)
- "Šampion" kao Hazim (2010.)
- "Zagrebačke priče" kao Šaban (segment "Recikliranje") (2009.)
- "Zapamtite Vukovar" (2008.)
- "Ničiji sin" kao Mika (2008.)
- "Živi i mrtvi" kao Ćoro (2007.)
- "Moram spavat', anđele" kao Jorgovan (2007.)
- "Kradljivac uspomena" (2007.)
- "Duh u močvari" kao inspektor (2006.)
- "Tu" kao Keške (2003.)
- "Svjedoci" kao švercer (2003.)
- "Remake" kao Marko Kalaba (2003.)
- "Polagana predaja" kao Mate (2001.)
- "Kraljica noći" kao inspektor Zdravković (2001.)
- "Ante se vraća kući" kao Mule (2001.)
- "Dubrovački škerac" (2001.)
- "Srce nije u modi" kao Sisoje (2000.)
- "Nit života" kao diler (2000.)
- "Crvena prašina" kao Šef (1999.)
- "Božić u Beču" kao vojni policajac (1997.)
- "Isprani" (1995.)

### Ostalo
- "General" - ko-producent (2019.)

### Sinkronizacija
- "Shrek" kao satnik straže (2006.) (RTL televizija i Project 6 Studio)
- "Mravi" kao Cutter (2006.) (RTL televizija i Project 6 Studio)

## Vanjske poveznice
- Slaven Knezović u internetskoj bazi filmova IMDb-u (engl.)